# Ptilurodes
Ptilurodes är ett släkte av fjärilar. Ptilurodes ingår i familjen tandspinnare.
Kladogram enligt Catalogue of Life:
| Ptilurodes | \| \| Ptilurodes castor \| \| \| \| \| \| Ptilurodes pollux \| \| \| \| |
|            | \| \| Ptilurodes castor \| \| \| \| \| \| Ptilurodes pollux \| \| \| \| |
|            | Ptilurodes castor                                                       |
|            |                                                                         |
|            | Ptilurodes pollux                                                       |
|            |                                                                         |